# Olympische Jugend-Sommerspiele 2010/Teilnehmer (Guatemala)
| Gelbes Symbol für Goldmedaillen mit stilisierten Olympischen Ringen | Graues Symbol für Silbermedaillen mit stilisierten Olympischen Ringen | Braundes Symbol für Bronzemedaillen mit stilisierten Olympischen Ringen |
| ------------------------------------------------------------------- | --------------------------------------------------------------------- | ----------------------------------------------------------------------- |
| —                                                                   | —                                                                     | 1                                                                       |

Die Jugend-Olympiamannschaft aus Guatemala für die I. Olympischen Jugend-Sommerspiele vom 14. bis 26. August 2010 in Singapur bestand aus zwölf Athleten.

## Medaillengewinner
Mit einer gewonnenen Bronzemedaille belegte das Team Guatemalas Platz 85 im Medaillenspiegel.

### Bronze
- Geraldine Solórzano, Schießen: Luftpistole 10 Meter

## Athleten nach Sportarten

### Gewichtheben
Jungen
- Nelson Mansilla
Superschwergewicht: 7. Platz

### Judo
Mädchen
- Melva Tobar
Klasse bis 78 kg: 5. Platz
Mixed: 5. Platz (im Team Chiba)

### Moderner Fünfkampf
Jungen
- Jorge David Imeri
Einzel: 21. Platz
Mixed: 20. Platz (mit Nuría Chavarría  Spanien)

### Reiten
- Juan Diego Sáenz
Einzel: 9. Platz
Mixed: 6. Platz (im Team Amerika)

### Schießen
| Mädchen - Geraldine Solórzano Luftpistole 10 m: Bronze - Polymaría Velásquez Luftgewehr: 19. Platz | Jungen - Elvin Aroldo López Luftgewehr 10 m: 16. Platz |

### Schwimmen
| Mädchen - Karla Toscano 200 m Rücken: 29. Platz 200 m Lagen: disqualifiziert (Vorlauf) | Jungen - Kevin Ávila 100 m Freistil: 34. Platz 200 m Freistil: 31. Platz |

### Segeln
| Mädchen - Irene Abascal Byte CII: 28. Platz | Jungen - Juan Lejarraga Windsurfen: 18. Platz |

### Turnen
Mädchen
- Ana Sofía Gómez
Einzelmehrkampf: 5. Platz
Boden: 4. Platz
Schwebebalken: 4. Platz